# Spikisolator
En spikisolator är en isolator som används vid uppsättning av elstängsel.
Utförandet är ganska enkelt, en rund plasthylsa med spår för elrepet eller eltråden, samt med en spik i mitten som spikas in i stängselstolpen. Det enkla utförandet gör också att spikisolatorn blir billig.
Till nackdelarna hör att isolatorn blir svår att flytta över till en ny stolpe när de är knäckta eller ruttna. Spåret för elrepet är ganska litet vilket gör att repet eller tråden lätt kan hoppa ur vid kraftig blåst eller om stängslet forceras.